# بلیز مدیا
بلیز مدیا (انگلیسی: Blaze Media) رسانه محافظه‌کار آمریکایی است که توسط گلن بک و مارک لوین در نتیجه ادغام «بلیز» و «کانسروتیو ریویو» بنیان نهاده‌شد. مقر اصلی بلیز در ایروینگ در ایالت تگزاس است و همچنین دفاتری در لس آنجلس در ایالت کالیفرنیا و نیویورک سیتی دارد. عمده درآمد بلیز از اشتراک اینترنتی است و همچنین دارای پخش کابلی و ماهواره‌ای می‌باشد.